# 1996 en mathématiques
Cet article présente les faits marquants de l'année 1996 en mathématiques.

## Décès
- 1er janvier : Gertrude Blanch (née en 1897), mathématicienne américaine.
- 12 janvier : Bartel Leendert van der Waerden (né en 1903), mathématicien hollandais.
- 31 janvier : Gustave Solomon (né en 1930), mathématicien et ingénieur américain.
- 21 février : Hans Joachim Bremermann (né en 1926), mathématicien et biophysicien germano-américain.
- 10 mars : Hoàng Xuân Hãn (né en 1908), historien et mathématicien vietnamien.
- 15 mars : Francis Joseph Murray (né en 1911), mathématicien américain.
- 19 mars : Chen Jingrun (né en 1933), mathématicien chinois.
- 27 mai : George Boolos (né en 1940), logicien, philosophe et mathématicien américain.
- 24 juin : Peter Thullen (né en 1907), mathématicien équatorien d'origine allemande.
- 29 juillet : Marcel-Paul Schützenberger (né en 1920), médecin et mathématicien français.
- 13 août : Richard Goodwin (né en 1913), économiste et mathématicien américain.
- 4 septembre : Joan Clarke (née en 1917), mathématicienne britannique.
- 6 septembre : Daniel Shanks (né en 1917), mathématicien américain.
- 20 septembre : Paul Erdős (né en 1913), mathématicien hongrois.
- 1er octobre : Herbert Seifert (né en 1907), mathématicien allemand.
- 2 octobre : Wolfgang Vogel (né en 1940), mathématicien allemand.

- 11 octobre :
  - Lars Ahlfors (né en 1907), mathématicien finlandais.
  - Edwin Spanier (né en 1921), mathématicien américain.

- 25 octobre : Ennio De Giorgi (né en 1928), mathématicien italien.
- 6 novembre : Marc Zamansky (né en 1916), mathématicien français.
- 19 novembre : Grace Bates (née en 1914), mathématicienne américaine.
- 22 novembre : Garrett Birkhoff (né en 1911), mathématicien américain.
- 3 décembre : J. Arthur Seebach, Jr. (né en 1938), mathématicien américain.
- 27 décembre : Mary Celine Fasenmyer (née en 1906), mathématicienne américaine.